# Klöverträsket
Klöverträsket är en sjö i Luleå kommun i Norrbotten och ingår i Rosåns huvudavrinningsområde. Sjön är 4 meter djup, har en yta på 0,224 kvadratkilometer och är belägen 65,1 meter över havet. Sjön avvattnas av vattendraget Rosån.

## Delavrinningsområde
Klöverträsket ingår i det delavrinningsområde (729408-175615) som SMHI kallar för Ovan Hällträskbäcken. Medelhöjden är 117 meter över havet och ytan är 13,01 kvadratkilometer. Det finns inga avrinningsområden uppströms utan avrinningsområdet är högsta punkten. Avrinningsområdets utflöde Rosån mynnar i havet. Avrinningsområdet består mestadels av skog (72 procent) och jordbruk (14 procent). Avrinningsområdet har 0,33 kvadratkilometer vattenytor vilket ger det en sjöprocent på 2,5 procent. Bebyggelsen i området täcker en yta av 0,7 kvadratkilometer eller 5 procent av avrinningsområdet.